# 니스 코트다쥐르 공항
니스 코트다쥐르 공항(프랑스어: Aéroport Nice Côte d'Azur, IATA: NCE, ICAO: LFMN)은 프랑스 알프마리팀주의 주도 니스의 남서쪽 약 5.9km 지점, 영국인의 산책길(Promenade des Anglais)의 서쪽 끝에 위치한 공항이다. 코트다쥐르를 방문하는 여객을 맞이하는 주요한 공항으로, 2010년 기준 약 천만 명이 공항을 방문하였으며 이는 파리에 위치한 두 공항인 샤를 드 골 공항과 오를리 공항에 이어 프랑스에서 세 번째이다. 또한 모나코 공국과 가까워 모나코 시내(몬테카를로)와 공항을 헬리콥터로 연결하고 있으며 몇몇 항공사는 아예 니스 공항을 모나코의 관문인 것처럼 소개하고 있다.

## 시설
니스 공항은 총면적 3.70km2의 부지에 평행 활주로 2면과 여객터미널 2동, 그리고 화물터미널 1동을 갖추고 있다. 또한 시간당 이착륙 52회(착륙 26회)와 연간 1,300만 명의 여객을 처리할 수 있도록 설계되었다.
제1 터미널
- 52,000m2 크기 : 국내선, 솅겐 및 비솅겐 지역 방면 국제선
- 게이트 25개
- 연간 최대 450만 명 수용 가능

제2 터미널
- 57,800m2 크기 : 국내선, 솅겐 및 비솅겐 지역 방면 국제선
- 게이트 27개
- 연간 최대 850만 명 수용 가능

화물 터미널
연간 최대 30,000만 미터톤 처리 가능

## 운항 노선
| 항공사                                         | 목적지 | 터미널 |
| ---------------------------------------------- | --- | ------ |
| 노르웨이 에어 셔틀                             | 베르겐, 스타방에르, 스톡홀름(알란다), 예테보리(란드베테르), 오슬로(가르데르모엔), 코펜하겐, 트론헤임 계절편: 헬싱키                                                     | 1      |
| 다윈 항공                                      | 베네치아, 아테네, 제네바 | 1      |
| 델타 항공                                      | 계절편: 뉴욕(JFK) | 2      |
| 라이언에어                                     | 계절편: 더블린 | 1      |
| 로시야 항공                                    | 상트페테르부르크 | 1      |
| 루프트한자                                     | 프랑크푸르트(암마인) | 1      |
| 루프트한자 리저널 (루프트한자 시티라인이 운영) | 뮌헨 계절편: 함부르크 | 1      |
| 루프트한자 리저널 (아우크스부르크 항공이 운영) | 뮌헨 | 1      |
| 루프트한자 리저널 (유로윙스가 운영)            | 뒤셀도르프 계절편: 함부르크 | 1      |
| 룩스에어                                       | 룩셈부르크 | 1      |
| 로얄 에어 모로코                               | 마라케시, 카사블랑카 | 2      |
| 중동 항공                                      | 계절편: 베이루트 | 2      |
| 부엘링 항공                                    | 툴루즈 |        |
| 블루에어                                       | 부쿠레슈티(바네아사) | 1      |
| 블루 익스프레스                                | 로마(피우미치노) | 1      |
| 브뤼셀 항공                                    | 브뤼셀 | 1      |
| 스마트 윙스                                    | 계절편: 프라하 | 1      |
| 스위스 국제항공                                | 바젤/뮐루즈, 제네바, 취리히 | 1      |
| 스위스 국제항공 (스위스 유럽항공이 운영)       | 취리히 | 1      |
| 스칸디나비아 항공                              | 코펜하겐 계절편: 베르겐, 스톡홀름(알란다), 오슬로(가르데르모엔) | 1      |
| 시티 항공                                      | 예테보리(란드베테르) | 1      |
| 아에로플로트                                   | 모스크바(셰레메티예보) | 2      |
| 알리탈리아                                     | 로마(피우미치노) | 2      |
| 에미레이트 항공                                | 두바이 | 1      |
| 에어링구스                                     | 더블린 계절편: 코크 | 1      |
| 에어발리                                       | 돌레, 앙제 | 1      |
| 에어발틱                                       | 리가 | 1      |
| 알제리 항공                                    | 안나바, 알제, 콘스탄틴 | 2      |
| 에어트랜젯                                     | 계절편 : 몬트리올(트뤼도) | 1      |
| 에어프랑스                                     | 리옹, 파리(오를리, 샤를 드골), 튀니스 | 2      |
| 에어프랑스 (레지오날이 운영)                   | 낭트, 리옹, 릴, 메스/낭시, 보르도, 비아리츠, 스트라스부르, 클레르몽페랑                                                                                                 | 2      |
| 에어프랑스 (에어 코르시카가 운영)              | 바스티아, 아작시오, 칼비, 툴루즈, 피가리 | 2      |
| 에어프랑스 (브릿 에어가 운영)                  | 렌, 리모주, 브레스트, 스트라스부르, 캉, 클레르몽페랑 | 2      |
| LOT 폴란드 항공                                | 바르샤바 | 1      |
| 영국항공                                       | 런던(히드로) | 1      |
| 영국항공 (BA 시티플라이어가 운영)              | 런던(시티) | 1      |
| 오스트리아 항공 (티롤 항공이 운영)             | 빈 | 1      |
| 우크라이나 국제항공                            | 키이우(보리스필) | 1      |
| 웰컴에어                                       | 올비아, 인스부르크 | 1      |
| 이베리아 항공 (에어 노스트룸이 운영)           | 마드리드, 말라가, 메노르카, 바르셀로나, 이비자, 팔마데마요르카 | 1      |
| 이스라에어 항공                                | 계절편: 텔아비브 | 1      |
| 이지젯                                         | 런던(개트윅, 루턴, 스텐스테드), 로마(피우미치노), 리버풀, 리옹, 브뤼셀, 파리(오를리) 계절편: 뉴캐슬어폰타인, 베를린(쇠네펠트), 벨파스트(인터내셔널), 브리스틀, 에덴버러 | 2      |
| 이지젯 (이지젯 스위스가 운영)                  | 바젤(뮐루즈), 제네바 | 2      |
| 인터스카이                                     | 프리드리히스하펜 | 1      |
| 저먼윙스                                       | 쾰른(본) | 1      |
| 제트투컴                                       | 글래스고(인터내셔널), 리즈(브래드포드), 맨체스터 | 1      |
| 중국국제항공                                   | 베이징(수도) | 2      |
| KLM (KLM 시티호퍼가 운영)                      | 암스테르담 | 2      |
| 카타르 항공                                    | 도하 | 1      |
| 킴베르 스털링                                  | 계절편: 빌룬트, 코펜하겐 |        |
| TAROM                                          | 부쿠레슈티(헨리 코안더) | 2      |
| 터키항공                                       | 이스탄불(아타튀르크) | 1      |
| 튀니스에어                                     | 드제르바, 모나스티르, 튀니스 | 2      |
| 트랜스아비아닷컴                               | 로테르담, 아인트호벤, 암스테르담 | 1      |
| TACV 항공                                      | 프라이아 | 1      |
| TAP 포르투갈 (포르투갈리아가 운영)             | 리스본 | 1      |
| 플라이비                                       | 계절편: 사우샘프턴, 저지 | 1      |
| 핀에어                                         | 헬싱키 | 1      |
| 헬리 에어 모나코                               | 모나코 | 2      |

### 화물 노선
| 항공사            | 목적지   |
| ----------------- | -------- |
| DHL (엑신이 운영) | 마르세유 |